# Atabegaat Samtsche
Het atabegaat Samtsche of Samtsche-saatabago (Georgisch: სამცხე-საათაბაგო), ook wel het vorstendom Samtsche genoemd (სამცხის სამთავრო), was tussen 1268 en 1625 een Georgisch feodaal vorstendom in de historische regio Mescheti, geregeerd door een atabeg van Georgië. Het grondgebied bestond uit de hedendaagse regio Samtsche-Dzjavacheti en de historische regio Tao-Klardzjeti in het huidige Georgië, Turkije en Armenië.

## Geschiedenis

### Vorstendom Samtsche
Aan het begin van de 13e eeuw waren de Dzjakeli slechts een van vele lokale adellijke families. De titel atabeg, waaronder de Dzjakeli later bekend zouden worden, was vooralsnog gereserveerd voor de Mchargrdzelis, de Armeense familie die Ani bestuurde. De opkomst van de Dzjakeli was nauw verbonden met de Mongoolse invasies van Georgië. In de eerste fase van de verovering onderwierpen de meeste Georgische en Armeense edelen, die militaire posten langs de grensgebieden bekleedden, zich zonder grote tegenstand, terwijl anderen er de voorkeur aan gaven naar veiliger gebieden te vluchten. Koningin Roesoedan moest Tbilisi verlaten voor Koetaisi, waardoor Oost-Georgië in handen viel van atabeg Avag Mchargrdzeli en Egarslan Bakoertsicheli, die vrede sloten met de Mongolen en ermee instemden hen tribuut te brengen. De enige belangrijke Georgische edelman die weerstand bood was Ivane I Dzjakeli, vorst van Samtsche. Zijn uitgebreide bezittingen werden door de Mongolen verwoest en Ivane moest zich uiteindelijk, met toestemming van koningin Roesoedan, in 1238 aan de indringers onderwerpen.
Gebruikmakend van de zwakte van Georgië begonnen Turkmenen invallen te plegen in het zuidwesten van Georgië. De bevolking van Tao, Klardzjeti en Kola deed een beroep op Kvarkvare, heer van Samtsche, om hen te helpen tegen de Turkmenen. Kvarkvare stuurde vervolgens zijn kleinzoon Sargis om Oltisi in te nemen. Tegen het midden van de 13e eeuw omvatte het Dzjakeli-rijk de meeste bergachtige gebieden van Noordoost-Anatolië ten zuiden van de Zwarte Zeekust tot aan de rand van de vlakte van Erzurum. Het land van de Dzjakeli werd een bolwerk van weerstand tegen de Mongoolse heerschappij.
Nadat Sargis I Dzjakeli en David VII van Georgië in opstand kwamen tegen hun Mongoolse opperheren, viel een groot Mongools leger onder leiding van Arghun Noyan de zuidelijke Georgische provincie Samtsche aan en versloeg de koning en zijn spasalar (generaal) Sargis Dzjakeli. Hij kon echter de belangrijkste bolwerken van de rebellen niet veroveren en verliet het land in juni 1261. Desalniettemin waren de strijdkrachten ongelijk en moest David zijn toevlucht zoeken bij zijn neef, David VI Narin in Koetaisi. In 1262 moest hij vrede sluiten met de Mongolen en keerde terug naar Tbilisi. Hierdoor werd het land in feite in twee delen gesplitst, waarbij beide heersers de titel koning van Georgië droegen.

### Oprichting van het vorstendom
Op verzoek van de ilkhan werd het leger van David VII Oeloe in 1263 uitgezonden om de vestingwerken van Siba te verdedigen tegen de Gouden Horde. In 1265 versloegen de Georgische troepen die als voorhoede van het Ilkhaniden-leger dienden Berke, kan van de Gouden Horde, en verdreven zijn troepen uit Shirvan. Sargis Dzjakeli onderscheidde zich in de strijd tegen de Horde en redde zelfs Hulagu's leven, waarvoor Hulagu hem rijke beloningen aanbood, waaronder de stad Erzurum. David Oeloe haalde Hulegu vervolgens over om die onderscheiding in te trekken, omdat Sargis hierdoor te machtig zou worden. Als resultaat van een geschil met het koninklijk hof scheidde de provincie Samtsche zich af en onderwierp zich rechtstreeks aan de heerschappij van de ilkhan in 1266. Zo viel Georgië verder uiteen in drie afzonderlijke entiteiten. Samtsche slaagde erin een cultureel ontwikkeld deel van Georgië te blijven en haar territoriale integriteit te behouden, soms zelfs uit te breiden.
Ondanks haar onafhankelijkheid onderhield Samtsche nog steeds een soort van relatie met het koninkrijk Georgië, en Beka kreeg van de Georgische koning de titel van Mandatoeroechoetsesi (mandateur).  Ten tijde van Beka's heerschappij werden de Turken actiever aan de zuidwestelijke grenzen, vanaf het sultanaat Rum. Na een reeks invasies slaagde hij erin de aanvallen af te weren. Beka was een voorstander van het handhaven van de Georgische politieke invloed op het keizerrijk Trebizonde. Om deze reden huwde hij zijn dochter Dzjiadzjak uit aan de Trebizontische keizer Alexios II , die hem Lazië schonk. Een andere dochter van Beka, Natela, werd de gemalin van Demetrius II van Georgië en baarde hem een zoon en troonsopvolger. Na de executie van Demetrius werd de toekomstige koning George V opgevoed door zijn grootvader aan diens hof. In 1334 bevestigde George V van Georgië het koninklijk gezag over het semi-onafhankelijke vorstendom Samtsche, geregeerd door zijn neef Kvarkvare I Dzjakeli. George kende de Dzjakelis de titel van atabeg toe.

### Timoeridische invasies
Tussen 1386 en 1403 begon Timoer Lenk een reeks campagnes tegen Georgië. De officiële geschiedenis van het bewind van Timer, Zafarnama, vermeld deze campagnes als een jihad. Samtsche bevond zich in de frontlinie van deze aanvallen. Timoer vertrok uit Kars en viel Achaltsiche aan. Van daaruit marcheerde hij tegen Tbilisi, dat de Georgische koning Bagrat V had versterkt. De stad viel op 21 november 1386, en Bagrat werd gevangengenomen en met het zwaard tot de islam bekeerd. Bagrat kreeg zo'n 12.000 troepen om zijn macht in Georgië herstellen, wiens regering tijdens zijn verblijf aan het hof van Timoer werd geleid door Bagrats zoon en medeheerser George VII. Bagrat ging echter geheime onderhandelingen aan met zijn zoon, die Bagrats islamitische escorte in een hinderlaag lokte en zijn vader bevrijdde.
In het voorjaar van 1387 keerde Timoer terug naar Georgië om wraak te nemen, maar de terugkeer van kan Tochtamysj in Iran dwong Timoer zich tijdelijk terug te trekken. Zodra de Gouden Horde was verslagen, viel Timoer Georgië opnieuw aan. In 1394 stuurde hij vier generaals naar de provincie Samtsche, met de opdracht de islamitische wet van de gazi toe te passen, dwz. het systematisch overvallen van niet-islamitische landen. Timoer lanceerde een nieuwe aanval op bezittingen van Ivane II Dzjakeli in 1399. De aanval op Samtsche werd gevolgd door een expeditie naar Tao die reikte tot Panaskerti, waar een grote strijd tussen Timoer en de Georgiërs plaatsvond.
Eind 1401 viel Timoer Georgië opnieuw binnen. George VII moest om vrede vragen en stuurde zijn broer met voorstellen. Timoer bereidde zich voor op een grote confrontatie met de Ottomanen en wilde blijkbaar de situatie in Georgië bevriezen. Zo sloot hij vrede met George op voorwaarde dat de koning van Georgië hem troepen zou leveren en de moslims speciale privileges zou verlenen. Timoer nam niettemin enkele preventieve maatregelen en viel het Georgische garnizoen van Tortumi aan, vernietigde de citadel en plunderde de omgeving.  Nadat de Ottomanen waren verslagen ging Timoer in 1402 terug naar Erzurum, en besloot de koning van Georgië te straffen omdat hij niet was gekomen om hem met zijn overwinning te feliciteren. Ivane Dzjakeli arriveerde echter met geschenken, wat Timoer een goede reden bood om op redelijke voet te blijven met de heersers van Samtsche.

### Turkmeense invasies
Na de verwoestende invasies door Timoer en de daaropvolgende verzwakking van het koninkrijk Georgië kreeg het al snel te maken met een nieuwe dreiging. De Timoeridische hegemonie zou niet standhouden, want na de dood van Timoer in 1405 herstelden de Kara Koyunlu hun rijk. Ze profiteerden van de tijdelijke zwakte van de Georgiërs en lanceerden aanvallen tegen hen, waarbij blijkbaar George VII werd gedood. Als reactie daarop viel Constantijn I de Turkomanen aan bij de Slag bij Chalagan, waarbij hij werd verslagen en geëxecuteerd. Alexander I, die probeerde zijn tanende koninkrijk te versterken en te herstellen, kreeg te maken met constante invasies door Turkmeense stammen. Deze plunderden Achaltsiche verschillende keren, eerst onder Qara Yusuf in 1414, daarna onder Jahan Shah in 1444, wiens troepen die van Alexanders opvolger, koning Vachtang IV, ontmoetten in Achaltsiche, maar de gevechten waren niet doorslaggevend en Jahan Shah keerde terug naar Tabriz. Met het verval van de Kara Koyunlu na de nederlaag van Jahan Shah door Uzun Hasan in 1467 werden de Ak Koyunlu de belangrijkste macht in Oost-Anatolië.

### Afscheiding van Georgië
Het uiteenvallen van het koninkrijk Georgië werd versneld door Kvarkvare II Dzjakeli, die net als zijn vader tegen het koninklijk huis van Georgië vocht een onafhankelijk Samstche. In 1462 vroeg Kvarkvare II Dzjakeli Uzun Hasan, de leider van de Ak Koyunlu om hulp tegen de koning van Georgië. In 1465 versloeg hij de Georgische koning George VIII in de Slag bij het Paravanimeer en scheidde zich af van Georgië. Hij nam ook deel aan de Georgische burgeroorlog, waarna de verenigde Georgische monarchie viel. Het bewind van Kvarkvare werd gekenmerkt door strijd met de machtige moslimstaten die het vorstendom omringden. De Ak Koyunlu lanceerden grote aanvallen in 1466, 1476-1477 en 1485, en vanaf 1479 begon het Ottomaanse Rijk de gebieden binnen te dringen. In 1479 verwoestte Kvarkvare het land rond Erzurum, waardoor de stad haar belang verloor.  In tegenstelling tot zijn vader Kaichosro behield hij de vrede met de andere Georgische koninkrijken Kartli, Kacheti en Imereti. Kaichosro, Alexander I van Kacheti en Constantijn van Kartli kwamen overeen om eerst de Safawidische sjah Ismail I te helpen om de heerschappij van de Ak Koyunlu in Perzië te vernietigen.
Kvarkvare II's zoon Kaichosro I stierf twee jaar nadat hij de troon besteeg en werd opgevolgd door zijn broer Mzetsjaboek. Deze verlangde de scheiding van de Meschetische Kerk van de Georgisch-Orthodoxe Kerk. Atabeg Mzetsjaboek streefde ernaar om Samtsche te versterken. Hij gehoorzaamde nominaal de Ottomaanse sultan Selim I, en met diens hulp kwam Adzjarië volledig onder Meschetisce heerschappij.  In 1515 trad de oude Mzetsjaboek af en werd monnik, onder de monastieke naam Jacob. Na Mzetsjaboek zou de titel van atabeg aan zijn neef Kvarkvare, zoon van Kaichosro I worden gegeven, maar Mzetsjaboeks jongere broer Manoetsjar kwam tegen hem in opstand. Tijdens zijn korte regering stuurde Manoetsjar veel geschenken naar de Ottomaanse sultan Selim I, en beweerde hij een bewonderaar van de Ottomanen te zijn. In 1518 begon een nieuwe opstand. Kvarkvare viel met de hulp van Safawidische troepen Samtsche aan. Manoetsjar werd omvergeworpen en Kvarkvare werd de nieuwe heerser van Mescheti. Hierna vroeg Manoetsjhar zijn suzerein sultan Selim om hulp. De sultan gaf hem een groot leger. Hij probeerde zichzelf te herstellen als atabeg, maar werd door de troepen van Kvarkvare verslagen tijdens de Slag bij Erzurum.
Tijdens het bewind van Kvarkvare III nam de Perzische invloed op Samtsche toe. Om deze reden plunderden de Ottomanen het land en vooral de zuidwestelijke regio. De Meschetische edelen zagen in dat Samtsche onder de heerschappij van Kvarkvare uiteindelijk in handen van de vijand zou vallen. Ze sloten een verbond met de Georgische koningen Bagrat III van Imereti en Loearsab I van Kartli om de heerschappij van de Dzjakeli te beëindigen en Samtsche te beschermen tegen de dominante moslimrijken der Ottomanen en Safawieden. In 1535 viel Bagrat III met hulp van Rostom Goerieli van Goeria en Mingrelische bondgenoten Samtsche binnen. Hij versloeg Kvarkvare III in de Slag bij Moerdjacheti nabij Achalkalaki. De Georgiërs annexeerden het vorstendom Samtsche. Kvarkvare stierf in gevangenschap, terwijl Rostom zijn aandeel kreeg in Samtsche: Adzjarië en Lazië, waar de Goerieli-dynastie al lang naar streefde. Een paar jaar later verzocht de jongste zoon van Kvarkvare, Kaichosro II, de Ottomanen om de Imeretische en Kartlische troepen uit Samtsche te verdrijven. De Ottomanen namen wraak met een grote invasie: Bagrat en Rostom wonnen bij Karagakin 1543, maar werden in 1545 beslissend verslagen in de Slag bij Sochoista. Samtsche werd vazal van het Ottomaanse Rijk.  De nakomelingen van Kvarkvare III regeerden over Samtsche-saatabago tot 1628, en vervolgens tot 1820 over het eyalet Childir.